# Hiriberri-Villanueva de Aezkoa
Hiriberri en basque ou Villanueva de Aezkoa en castillan est un village et une commune de la Communauté forale de Navarre (Espagne).
Elle est située dans la zone bascophone de la province où la langue basque est coofficielle avec l'espagnol et à 54 km de sa capitale, Pampelune. Le secrétaire de mairie est aussi celui d'Aribe et de Garaioa.

## Localités limitrophes
Abaurrepea à l'est, Ochagavía, Orbaitzeta et Orbara au nord, Aribe à l'ouest, Garaioa au sud.

## Démographie
| Évolution démographique                                                        | Évolution démographique | Évolution démographique | Évolution démographique | Évolution démographique | Évolution démographique | Évolution démographique | Évolution démographique | Évolution démographique | Évolution démographique | Évolution démographique | Évolution démographique | Évolution démographique |
| 1897                                                                           | 1900                    | 1910                    | 1920                    | 1930                    | 1940                    | 1950                    | 1960                    | 1970                    | 1981                    | 1991                    | 2001                    | 2011                    |
| ------------------------------------------------------------------------------ | ----------------------- | ----------------------- | ----------------------- | ----------------------- | ----------------------- | ----------------------- | ----------------------- | ----------------------- | ----------------------- | ----------------------- | ----------------------- | ----------------------- |
| 466                                                                            | 426                     | 436                     | 436                     | 446                     | 352                     | 355                     | 279                     | 221                     | 195                     | 175                     | 142                     | 120                     |
| Sources: Hiriberri/Villanueva de Aezkoa et instituto de estadística de navarra |                         |                         |                         |                         |                         |                         |                         |                         |                         |                         |                         |                         |

## Division linguistique
En accord avec Loi forale 18/1986 du 15 décembre 1986 sur le basque, la Navarre est linguistiquement divisée en trois zones. Cette municipalité fait partie de la zone bascophone où l'utilisation du basque est majoritaire. Le basque et le castillan sont utilisés dans l'administration publique, les médias, les manifestations culturelles et dans l'enseignement. Cependant l'usage courant du basque y est présent et, le plus souvent, encouragé.

## Patrimoine

### Patrimoine civil
- dolmen de Gibelea a 1 412 m dans la Sierra d'Abodi.

### Patrimoine religieux
- Église del Salvador. Édifice gothique du XVe siècle.

## Légendes
On raconte que dans des temps anciens vivaient ici des sorcières, endroit toujours visité pour ce que l'on dit "l'aire des sorcières" sur le mont Petxuberro. Depuis ses hauteurs on peut apercevoir pratiquement tous les villages de la vallée d'Aezcoa.
Le calvaire d'Arrese date de 1645 ; il manque sa croix. La légende raconte que dans ce lieu les loups tuèrent la fille de la Dame d'Arrese alors que d'autres disent que ce fut un rapt de Gaueko, l'esprit de la nuit (voir la mythologie basque).

### Sources
- (es) Cet article est partiellement ou en totalité issu de l’article de Wikipédia en espagnol intitulé « Villanueva de Aézcoa » (voir la liste des auteurs).